# Santa Rita, Frontera Comalapa
Santa Rita är en ort i Mexiko.   Den ligger i kommunen Frontera Comalapa och delstaten Chiapas, i den sydöstra delen av landet, 900 km sydost om huvudstaden Mexico City. Santa Rita ligger 734 meter över havet och antalet invånare är 767.
Terrängen runt Santa Rita är kuperad söderut, men norrut är den platt. Terrängen runt Santa Rita sluttar norrut. Runt Santa Rita är det tätbefolkat, med 297 invånare per kvadratkilometer. Närmaste större samhälle är Frontera Comalapa, 11,0 km väster om Santa Rita. I omgivningarna runt Santa Rita växer huvudsakligen savannskog.